# John Baptist Pitaval
John Baptist Pitaval (* 10. Februar 1858 in Saint-Genis-Terrenoire, Frankreich; † 23. Mai 1928) war Erzbischof von Santa Fe.

## Leben
John Baptist Pitaval studierte Katholische Theologie in Lyon und kam 1881 in die USA. Er empfing am 24. Dezember 1881 durch den Bischof von Denver, Joseph Projectus Machebeuf, das Sakrament der Priesterweihe.
Am 14. Mai 1902 ernannte ihn Papst Leo XIII. zum Titularbischof von Sora und bestellte ihn zum Weihbischof in Santa Fe. Der Erzbischof von Santa Fe, Peter Bourgade, spendete ihm am 25. Juli desselben Jahres die Bischofsweihe; Mitkonsekratoren waren der Bischof von Denver, Nicholas Chrysostom Matz, sowie der Bischof von Tucson, Henry Regis Granjon.
Am 1. Februar 1909 ernannte ihn Papst Pius X. zum Erzbischof von Santa Fe. John Baptist Pitaval trat am 29. Juli 1918 als Erzbischof von Santa Fe zurück und wurde zum Titularerzbischof von Amida ernannt.